# فهرست روزهای سال هجری قمری
فهرست فشردهٔ روزهای سال هجری قمری.
در تقویم هجری قمری عادی (هلالی)، روز ۳۰ام بسته به شیوهٔ محاسبهٔ سالانه تقویم، تنها در بعضی (تقریبا نیمی) از ماه‌ها وجود دارد.
در تقویم هجری قمری قراردادی، ماه‌های فرد شامل: محرم، ربیع‌الاول، جمادی‌الاول، رجب، رمضان و ذیقعده ۳۰ روزه و مابقی ماه‌های زوج ۲۹ روزه‌اند که ذیحجه در سال‌های کبیسه ۳۰ روزه می‌شود. 
| محرم        | ۱ ۲ ۳ ۴ ۵ ۶ ۷ ۸ ۹ ۱۰ ۱۱ ۱۲ ۱۳ ۱۴ ۱۵ ۱۶ ۱۷ ۱۸ ۱۹ ۲۰ ۲۱ ۲۲ ۲۳ ۲۴ ۲۵ ۲۶ ۲۷ ۲۸ ۲۹ ۳۰     |
| صفر         | ۱ ۲ ۳ ۴ ۵ ۶ ۷ ۸ ۹ ۱۰ ۱۱ ۱۲ ۱۳ ۱۴ ۱۵ ۱۶ ۱۷ ۱۸ ۱۹ ۲۰ ۲۱ ۲۲ ۲۳ ۲۴ ۲۵ ۲۶ ۲۷ ۲۸ ۲۹ (۳۰)   |
| ربیع‌الاول   | ۱ ۲ ۳ ۴ ۵ ۶ ۷ ۸ ۹ ۱۰ ۱۱ ۱۲ ۱۳ ۱۴ ۱۵ ۱۶ ۱۷ ۱۸ ۱۹ ۲۰ ۲۱ ۲۲ ۲۳ ۲۴ ۲۵ ۲۶ ۲۷ ۲۸ ۲۹ ۳۰     |
| ربیع‌الثانی  | ۱ ۲ ۳ ۴ ۵ ۶ ۷ ۸ ۹ ۱۰ ۱۱ ۱۲ ۱۳ ۱۴ ۱۵ ۱۶ ۱۷ ۱۸ ۱۹ ۲۰ ۲۱ ۲۲ ۲۳ ۲۴ ۲۵ ۲۶ ۲۷ ۲۸ ۲۹ (۳۰)   |
| جمادی‌الاول  | ۱ ۲ ۳ ۴ ۵ ۶ ۷ ۸ ۹ ۱۰ ۱۱ ۱۲ ۱۳ ۱۴ ۱۵ ۱۶ ۱۷ ۱۸ ۱۹ ۲۰ ۲۱ ۲۲ ۲۳ ۲۴ ۲۵ ۲۶ ۲۷ ۲۸ ۲۹ ۳۰     |
| جمادی‌الثانی | ۱ ۲ ۳ ۴ ۵ ۶ ۷ ۸ ۹ ۱۰ ۱۱ ۱۲ ۱۳ ۱۴ ۱۵ ۱۶ ۱۷ ۱۸ ۱۹ ۲۰ ۲۱ ۲۲ ۲۳ ۲۴ ۲۵ ۲۶ ۲۷ ۲۸ ۲۹ (۳۰)   |
| رجب         | ۱ ۲ ۳ ۴ ۵ ۶ ۷ ۸ ۹ ۱۰ ۱۱ ۱۲ ۱۳ ۱۴ ۱۵ ۱۶ ۱۷ ۱۸ ۱۹ ۲۰ ۲۱ ۲۲ ۲۳ ۲۴ ۲۵ ۲۶ ۲۷ ۲۸ ۲۹ ۳۰     |
| شعبان       | ۱ ۲ ۳ ۴ ۵ ۶ ۷ ۸ ۹ ۱۰ ۱۱ ۱۲ ۱۳ ۱۴ ۱۵ ۱۶ ۱۷ ۱۸ ۱۹ ۲۰ ۲۱ ۲۲ ۲۳ ۲۴ ۲۵ ۲۶ ۲۷ ۲۸ ۲۹ (۳۰)   |
| رمضان       | ۱ ۲ ۳ ۴ ۵ ۶ ۷ ۸ ۹ ۱۰ ۱۱ ۱۲ ۱۳ ۱۴ ۱۵ ۱۶ ۱۷ ۱۸ ۱۹ ۲۰ ۲۱ ۲۲ ۲۳ ۲۴ ۲۵ ۲۶ ۲۷ ۲۸ ۲۹ ۳۰     |
| شوال        | ۱ ۲ ۳ ۴ ۵ ۶ ۷ ۸ ۹ ۱۰ ۱۱ ۱۲ ۱۳ ۱۴ ۱۵ ۱۶ ۱۷ ۱۸ ۱۹ ۲۰ ۲۱ ۲۲ ۲۳ ۲۴ ۲۵ ۲۶ ۲۷ ۲۸ ۲۹ (۳۰)   |
| ذیقعده      | ۱ ۲ ۳ ۴ ۵ ۶ ۷ ۸ ۹ ۱۰ ۱۱ ۱۲ ۱۳ ۱۴ ۱۵ ۱۶ ۱۷ ۱۸ ۱۹ ۲۰ ۲۱ ۲۲ ۲۳ ۲۴ ۲۵ ۲۶ ۲۷ ۲۸ ۲۹ ۳۰     |
| ذیحجه       | ۱ ۲ ۳ ۴ ۵ ۶ ۷ ۸ ۹ ۱۰ ۱۱ ۱۲ ۱۳ ۱۴ ۱۵ ۱۶ ۱۷ ۱۸ ۱۹ ۲۰ ۲۱ ۲۲ ۲۳ ۲۴ ۲۵ ۲۶ ۲۷ ۲۸ ۲۹ ((۳۰)) |